# Красногор (городской округ город Шахунья)

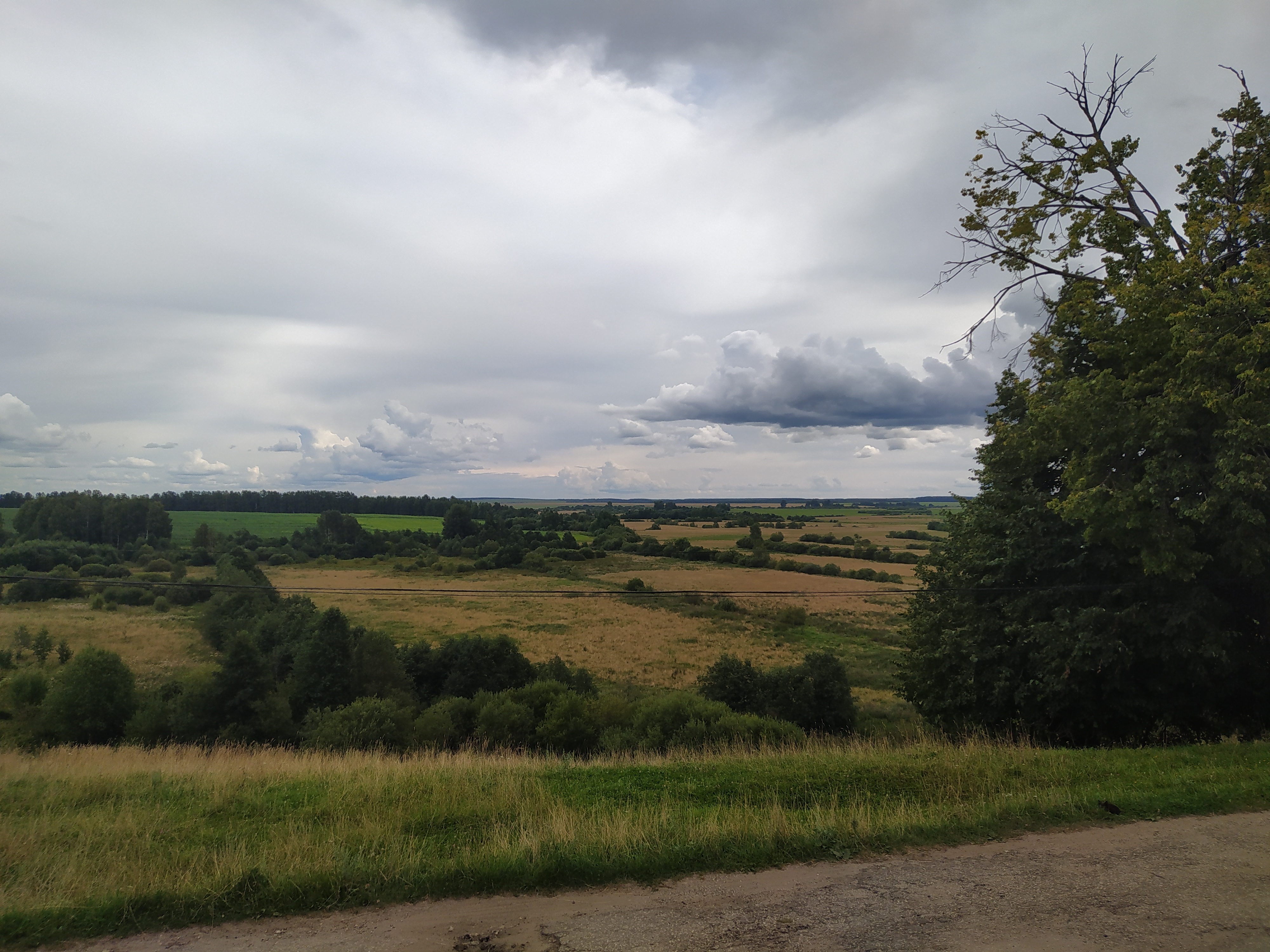
Вид

Красногор — село в городском округе город Шахунья Нижегородской области России. Расположено на реке Малая Какша. Население около 500 человек. Является центром Красногорской администрации. Дата основания села — 1681 г.

## Происхождение названия
Своё название Красногор получил благодаря своему месторасположению. Село раскинулось на возвышенности (на угоре) где много красной глины — отсюда и пошло название села Красногор.

## История
В конце 1680 года игумен Макарьевского монастыря переселяет за реку Ветлугу крестьян из Тимошина, Заречья, Поломы. Часть из крестьян поселяется на живописной возвышенности из красной глины. В 1719 году проводится
перепись населения, которая фиксирует население Красногора в 34 человека.

## Сельское хозяйство
Колхоз «Новый путь» начал свою деятельность в 1929 году. В июле 1950 года с колхозом «Новый путь» объединились: колхоз «Труженик» деревня Мартыниха, колхоз «Колос», «Лесоруб» деревня Тумбалиха, колхоз «Имени Ленина» деревня Половинный овраг. В 1968 году колхозу «Новый путь» также был присоединён колхоз «Искра». В 2004 году колхоз «Новый путь» преобразован в СПК «Новый путь».
Хозяйство располагается на территории не малых населенных пунктов. Перспективным населенным пунктом является село Красногор. Он же является и центральной усадьбой колхоза «Новый путь», где сосредоточены основные производственные и культурно — бытовые постройки.
Общая земельная площадь колхоза 4791 га, в том числе площадь сельскохозяйственных угодий 3901 га, пашни — 2833 га, сенокосов — 573 га и пастбищ — 495 га.
СПК «Новый путь» занимает лидирующие места в сельскохозяйственной деятельности района. Одно из приоритетных направлений СПК — организация на базе предприятия элитно-семеноводческого хозяйства.
Наибольшее развитие СПК «Новый путь» получил в годы правления Суслова Михаила Романовича (1960—1981 гг.). Именно при нём колхоз сделал огромный рывок по сельскохозяйственным показателям, став лидером в районе и одним из передовых хозяйств области, получив звание «Колхоз высокой культуры земледелия». Это подтверждают его многочисленные награды, ордена и медали, полученные за отличную работу и бесконечный труд на благо колхоза «Новый путь» и всего сельского хозяйства Горьковской области Р. С. Ф. С. Р.
Помимо сельского хозяйства уделялось большое внимание развитию инфраструктуры, культурно-бытового хозяйства Красногора и близлежащих деревень. В Красногоре появились двухэтажные многоквартирные дома, Дом культуры, детский сад, столовая, единственный среди сёл и деревень в районе — Дом спорта, строились дороги, парк и пруды. Благодаря этому Красногор является одним из самых красивых и уютных населенных пунктов Шахунского района.
Далее курс Михаила Романовича продолжил Цветков Александр Васильевич, сумевший в тяжёлые годы Перестройки и экономических потрясений 1990-х годов сохранить хозяйство, удержав лидирующие позиции среди сельскохозяйственных предприятий района.
При Александре Васильевиче была построена новая двухэтажная школа.
Цветков Александр Васильевич ушёл из жизни в декабре 2014 года, оставив после себя нестираемый след в истории Красногора, СПК "Новый путь"и всего сельского хозяйства Нижегородской области.
В настоящее время СПК «Новый путь» руководит сын Александра Васильевича — Цветков Сергей Александрович. Единогласным решением работников «Нового пути», он был избран председателем СПК.

## Образование
На территории села действуют 2 муниципальных учреждения
МБДОУ Красногорский детский сад основан в 1968 г. В 2014 году в детском саду воспитывается около 40 детей. Имеет награды: 1 место в районном конкурсе «Детский сад года-2012» среди сельских дошкольных образовательных учреждений и др.
Заведующей детским садом является Перминова Галина Александровна.
МБОУ Красногорская ООШ основана в 1988 г. Насчитывает 50 учеников (2014 г.)
Директор школы — Перминов Николай Дмитриевич.

## Культура
Культурная жизнь села берёт своё начало в стенах Красногорского дома культуры. Именно здесь образовался (известный не только в Шахунском районе, но и во всей Нижегородской области) Народный песенно-танцевальный коллектив «Красногорочка». 
Ни одна смена потомственных самодеятельных артистов прошла через стены Красногорского ДК, что продолжается и сейчас. Поэтому не удивительно, что именно «Красногорочке», первому из сельских коллективов художественной самодеятельности в районе, присвоено звание «Народного».

## Спорт
На базе Красногорского дома спорта осуществляет свою деятельность «Станция юного туриста».
На различных районных соревнованиях выступают команды Красногора по: футболу, волейболу, баскетболу.
В деревне существует любительская футбольная команда с одноимённым названием — фк «Красногор». Клуб основан в 2006 году. Цвет формы — белый (цвет доблести и чести). Логотип: Красная буква «К» с футбольным мячом и короной, обведенные красным кругом и надписью фк «Красногор». Красногорские футболисты играют в различных районных соревнованиях и занимают там призовые места. В 2015 году фк «Красногор» принимал участие в чемпионате «РХЛ-НН» по футболу в Нижнем Новгороде, где также не затерялся среди нижегородских команд — занял 3 место в своей группе и вышел в 1/4 финала «РХЛ-НН».
Отдельную нишу в Красногоре занимает гиревой спорт. Главным его участником и руководителем является чемпион Нижегородской и Кировской области по гиревому спорту Цветков Сергей Александрович. Данные заслуги позволили ему принять участие в эстафете Олимпийского огня, посвященной зимней Олимпиаде в Сочи 2014.

## Часовой пояс
Красногор, как и вся Нижегородская область, находится в часовой зоне, обозначаемой по международному стандарту как «Moscow Time Zone» (MSK). Смещение относительно UTC составляет +4:00.